# Massimo di Verona
Massimo di Verona (IV secolo – Verona, V secolo) è stato un vescovo italiano.

## Biografia
Massimo di Verona fu il tredicesimo vescovo di questa città dal 400 al 404 circa.
Si narra che la sua vita pastorale fosse molto apprezzata dai fedeli per le numerose virtù miracolistiche, per la sua pietà cristiana e carità allorquando il periodo storico da lui vissuto era piuttosto incerto e le genti erano pertanto attraversate da forti inquietudini. Nel Martirologio Romano era ricordato come: "prelato di esimia dottrina e di specchiata virtù".
Tuttavia la storicità di questa figura è stata più volte messa in discussione, anche se ormai però risulta probabile, poiché molte volte venne identificato con San Massimo da Emona, santo che viene ricordato lo stesso giorno (29 maggio). Altre supposizione fanno invece pensare che San Massimo venne traslato dopo la sua morte proprio in quest'ultima città friulana.
Testimonianza comunque della sua esistenza sta sia nel culto e nella memoria coltivata dalla parrocchia a lui dedicata che affonda le sue radici in tempi assai remoti, sia nella sua presenza in più litanie veronesi del Medioevo.

## Venerazione
San Massimo di Verona, dalle notizie giunteci, fu venerato dopo la sua morte con la costruzione di una chiesa situata fuori dalle mura di Verona che poi venne distrutta durante le invasioni degli Ungari e poi ricostruita sotto il vescovo Milone nel 981. Dopo essere divenuta parrocchia nel 1459 insieme a tutto il paese fu demolita e trasferita nel luogo dove ancor oggi c'è il paese di San Massimo all'Adige (attuale frazione di Verona) nel 1518.

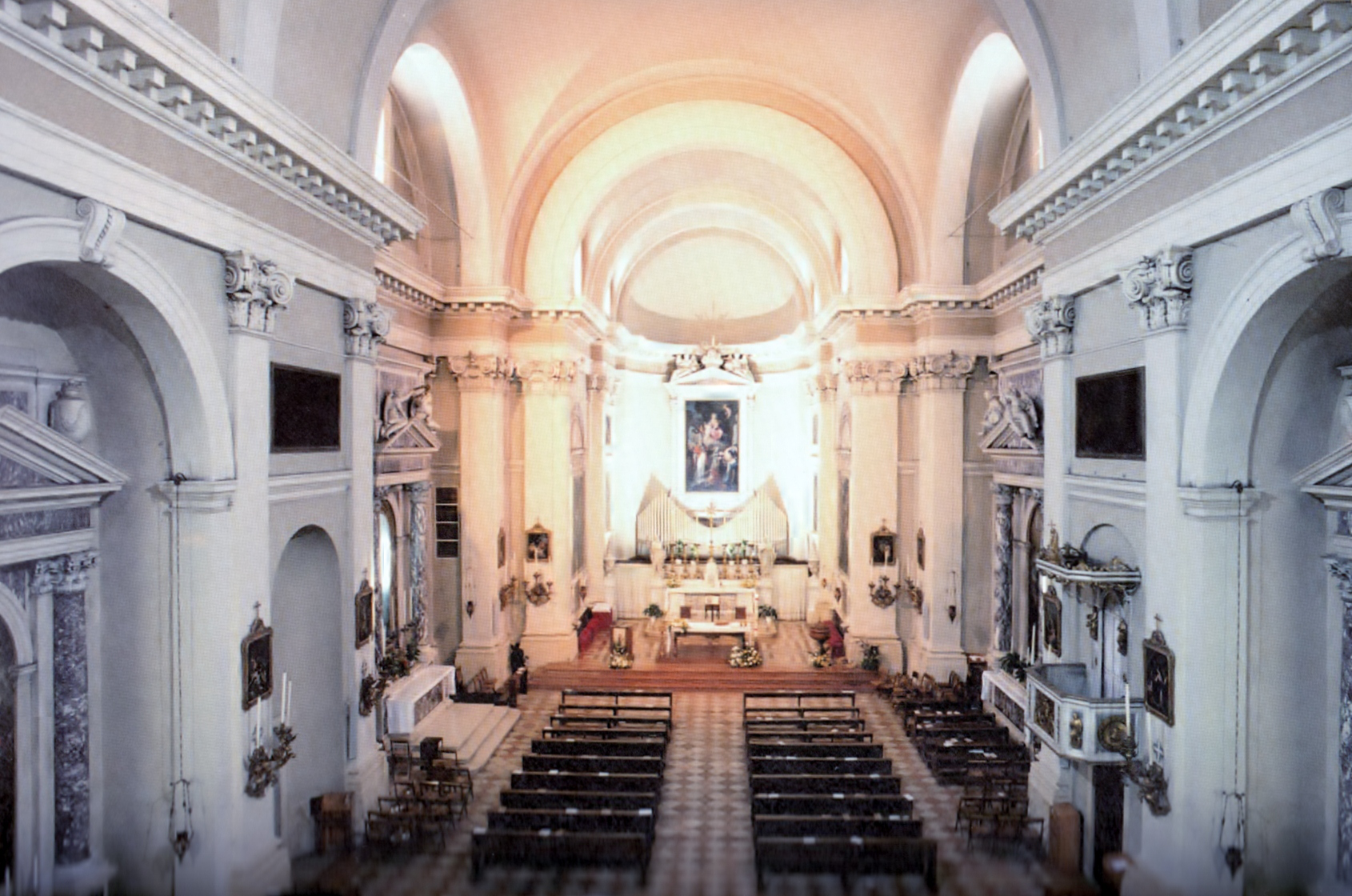
Interno della chiesa di San Massimo nella omonima frazione di Verona

Il Martirologio Romano, anticamente, lo ricordava il 29 maggio: dal 2001 il suo elogio non compare più nel Martirologio. Come santo patrono viene festeggiato nella frazione di San Massimo all'Adige insieme a san Luigi l'ultima domenica di agosto.